# Въртоглавица
Въртоглавица (на словенски: vrtoglavica – световъртеж) е пещера, разположена в планината Канин, в словенската част на Юлийските Алпи, в близост до границата между Словения и Италия. Пещерата е известна с това, че в нея се намира най-дълбокият пещерен отвес в света – 603 m. 
Общата дълбочина на пещерата е 643 m. В нея се намират едни от най-високите пещерни водопади в света. Те са високи около 400 – 440 m. Пещерата е открита през лятото на 1996 г. от италиански спелеолози, а дъното е достигнато на 12 октомври 1996 г. от съвместна италиано-словенска експедиция.
Входът на Въртоглавица е разположен на 1900 m надморска височина. В горната част на пещерата има ледени висулки и образувания, които представляват опасност за проникващите в пещерата. Първите 50 m от пещерата са с гладка цилиндрична стена, след това пещерата се стеснява. На дълбочина от около 150 m пещерата отново става широка. От това място започва огромният отвес. 
На дълбочина около 200 – 240 m, от страничен проход се появява водопад.
На дъното на пещерата има натрупани камъни, водопадът се губи в тях.